# Unknown Song

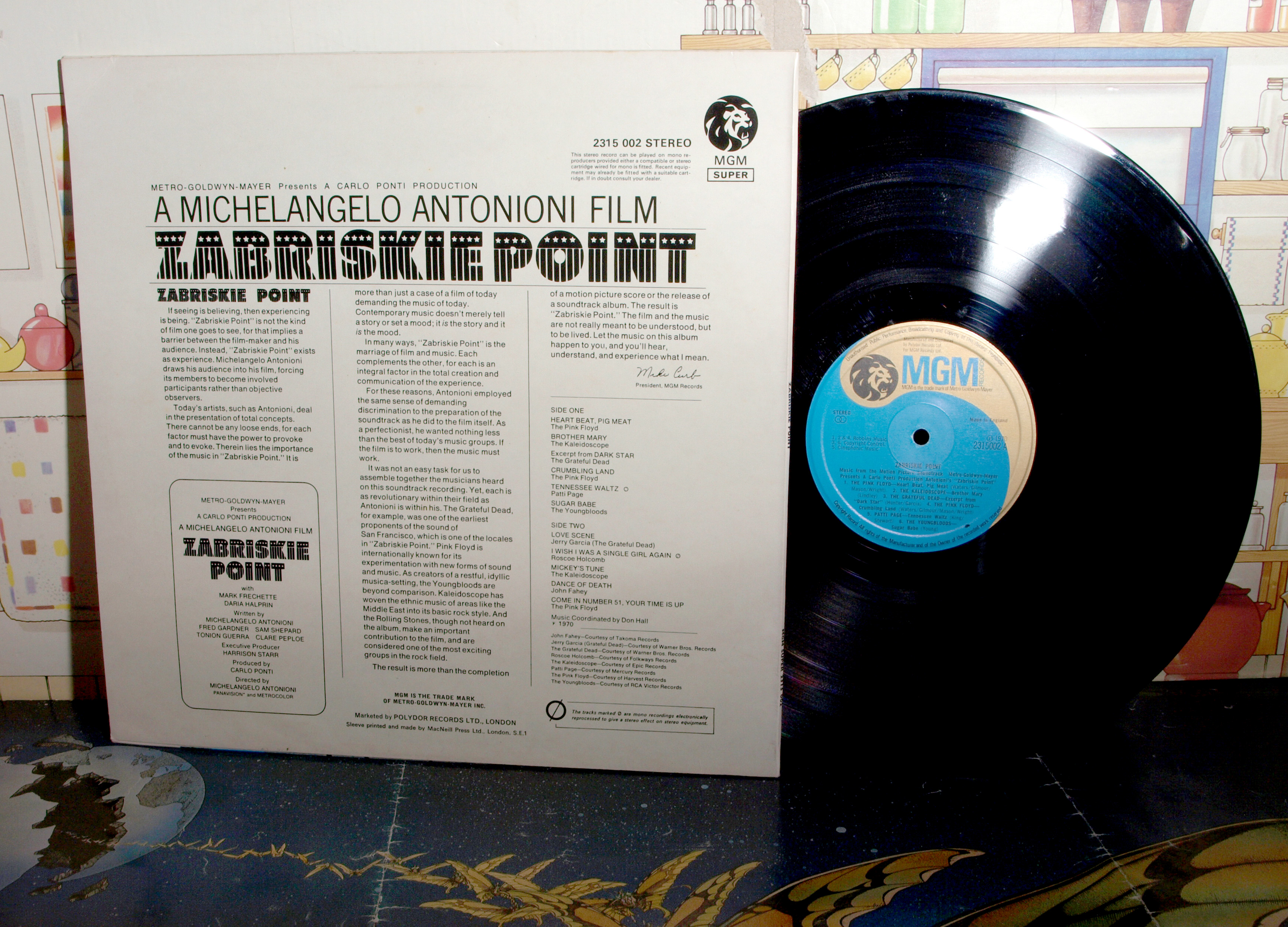

«Unknown Song» (c англ.— «Неизвестная песня») — инструментальная композиция, написанная и записанная британской прогрессив-рок-группой Pink Floyd. Она была выпущена только на бонус-диске, включенном в переиздание 1997 года саундтрека к фильму Микеланджело Антониони Zabriskie Point.

## Музыка
Трек простой и состоит из мелодий, которые использовались позже; рифф, который начинает играть на 1:54, представляет собой более быструю версию секции «Funky Dung» из «Atom Heart Mother».
Основная мелодия, исполняемая акустической 12-струнной гитарой на протяжении всей песни, несколько типична для более позднего стиля группы — в качестве продолжения мелодии песни можно услышать «A Pillow of Winds» или даже «Brain Damage».

## Другие названия
«Unknown Song» иногда называют «Rain in the Country» или «Country Rain» на контрафактных записях. Похожая пьеса под названием «Baby Blue Shuffle in D Major» появилась в радиопередаче BBC 2 декабря 1968 года и разделяла мелодии с первой частью «The Narrow Way» из Ummagumma, но, возможно, это был скорее другой — или даже тот же — вариант «Unknown Song». «Rain in the country (Take 2)» заканчивается в «Crumbling Land», у которого похожая музыка.